# ラール・ビハーリー
ラール・ビハーリー（लाल बिहारी, Lal Bihari / または、「死者」ラール・ビハーリー：लाल बिहारी "मृतक", Lal Bihari Mritak, 1955年 - ）は、インドのウッタル・プラデーシュ州出身の農夫。
名前に「死者」と付いているのは、ラール・ビハールが1976年から1994年までの18年間にわたって「法的に死亡」していたためである。彼は「死人の会」（Mritak Sangh 、または the Association of the Dead）をウッタル・プラデーシュ州で設立してインド政府の官僚主義や腐敗と18年間戦い、ついには生存証明を勝ち取った。

## 生い立ち
農夫であったラール・ビハーリーは1976年、銀行にローンの申し込みに行き、そこで彼が法的には死者であることを知らされた。彼の叔父は役所に賄賂を渡し、「ラール・ビハーリーは死亡した」と虚偽の届出を行い、ラール・ビハーリーの土地を「相続」してしまったのであった。
彼は死亡宣告され財産を奪われた同じ境遇にある100人以上の「死者」たちと接触しアーザムガル（Azamgarh）の街に「死人の会」を結成し、「生ける死者」たちとともに死亡の撤回と財産の回復を求めて立ち上がった。財産を奪った敵対者らに殺され本当の死人となる危機を乗り越えながら、後に全国に2万人の会員を擁する圧力団体に成長させた。2004年までに、「死人の会」は会員のうち4人の生存を政府に確認させる成果を収めている。
彼は、親族の強欲と役人の腐敗により法的死者にされてしまった人たちに世間の関心を集めるため、さまざまなパフォーマンスも行った。自分の葬儀（生前葬）を「未亡人」という事になる自分の妻とともに行ったり、署名に「死者ラール・ビハーリー」と書き続けたりした。また、「存命中」という事を訴えるために、1989年の首相選挙にはラジーヴ・ガンディーに対抗出馬したが落選した。こうした闘争の結果、1994年にはラール・ビハーリーは法的死亡を政府に撤回させた。その後も彼は、「死人の会」メンバーの救済や、まだ沈黙している法的死者たちを助けるために活動している。
彼の生、死、そして生を描いた映画も公開されている。2003年には彼の「死後の生き生きとした社会活動」に対し、イグノーベル賞平和賞が授与された。

## 背景
親族を死んだことにして、あるいは生まれてさえいないことにして、その土地を奪うという事件はインドの中でもウッタル・プラデーシュ州に集中している。同州はインドで最も人口が多く、土地をめぐる争奪が激しく、汚職も多い。土地があればビジネスパートナーを引き付けたりして事業に有利になったり、自分や子供が婚姻関係を結びやすくなったりすることが、親族をも蹴落とす土地争奪の原因だという。